# Шотландский конгресс профсоюзов
Шотландский конгресс профсоюзов (англ. Scottish Trades Union Congress (STUC)) — национальный центр профсоюзов Шотландии. Возник в 1897 году, отделившись от конгресса профсоюзов Англии и Уэльса в результате спора о политическом представительстве рабочего движения. Продолжает сотрудничество с конгрессом Англии и Уэльса, но полностью от него независим. Включает в себя 37 профсоюзов и 20 профсоюзных советов, представляющих 530 000 рабочих. Руководящим органом конгресса является ежегодный съезд. Текущий генеральный секретарь — Грэхам Смит.